# Granatenkogel
Der Granatenkogel ist ein 3318, nach anderen Angaben 3304 Meter hoher Berg in den Ötztaler Alpen, der genau auf der hier in nord-südlicher Richtung verlaufenden Grenze zwischen dem österreichischen Bundesland Tirol und der italienischen autonomen Provinz Südtirol liegt. Seinen Namen trägt er auf Grund der im Gebiet vorkommenden Mineralien der Granatgruppe. Der massig wirkende, stellenweise aus brüchigem Fels bestehende Kogel sendet nach Nordwesten, Norden und Südosten ausgeprägte Grate, die teilweise die Anstiegsrouten zum Gipfel tragen. Zuerst bestiegen wurde der Vorgipfel des Granatenkogels in den 1850er Jahren im Rahmen der militärischen Landesvermessung, der erste Tourist auf dem Hauptgipfel war am 5. August 1878 der österreichische Naturkundler und Regierungsrat Alexander Ritter von Worafka, geführt von P. P. Gstrein.

## Lage und Umgebung
Der Granatenkogel liegt zwischen dem Gurgler Tal und dem Seebertal im Gurgler Kamm, einem Teil des Ötztaler Hauptkamms, der hier nord-südlich verlaufend die Staatsgrenze zwischen Österreich und Italien trägt. Die auf der Südtiroler Seite liegenden Flanken sind Teil des Naturparks Texelgruppe. Im Nordosten und Südwesten umgeben ihn Gletscher. An seiner Südwestflanke, Granatenwand genannt, liegt eine Mineralienfundstelle. In der Nähe erstreckt sich der Gaisbergferner, nordwestlich des Kogels zieht sich der Östliche Ferwallferner hinauf bis zu einer Höhe von 3100 Metern und von ihm durch den Nordgrat getrennt, liegt im Nordosten der spaltenreiche Granatenferner. Benachbarte Berge sind im Verlauf des Nordwestgrats der 3035 Meter hohe Festkogel und im Verlauf des Nordgrats der Königskogel mit 3055 Metern Höhe. Unmittelbar südöstlich benachbart liegt, durch die Granatenscharte (3176 m) getrennt, die 3200 Meter hohe Essener Spitze und der Hochfirst, mit 3403 Metern Höhe. Die nächsten dauerhaft bewohnten Siedlungen sind das Nordtiroler Obergurgl, das etwa fünf Kilometer Luftlinie in nordwestlicher Richtung liegt und das Südtiroler Pfelders, 5 km südsüdöstlich gelegen.

## Touristische Erschließung
Der Weg der Erstbesteiger im Jahre 1878 führte von Obergurgl aus in südöstlicher Richtung durch das Ferwalltal, über den Östlichen Ferwallgletscher und den Nordwestgrat zum Gipfel hinauf. Dieser Weg wird heute nur noch selten begangen, da im oberen Teil Steinschlaggefahr besteht. Die Gehzeit von Obergurgl aus beträgt laut Literatur etwa fünf Stunden. Weitere Anstiege führen durch die Nordwestwand (300 Höhenmeter, kombiniert Fels/Eis bei 50°), die Nordwand (Fels/Eis 45°) und durch die Ostwand, was Kletterfähigkeiten im Schwierigkeitsgrad UIAA III erfordert. Weitere Kletterrouten führen über die Grate, seit 1897 über den Nordnordostgrat mit einer Schlüsselstelle im Schwierigkeitsgrad UIAA III und seit 1894 über den Südostgrat, von der Granatenscharte aus, in der Schwierigkeit UIAA III mit Steinschlaggefahr, wenn die Essener Spitze nicht überschritten wird.

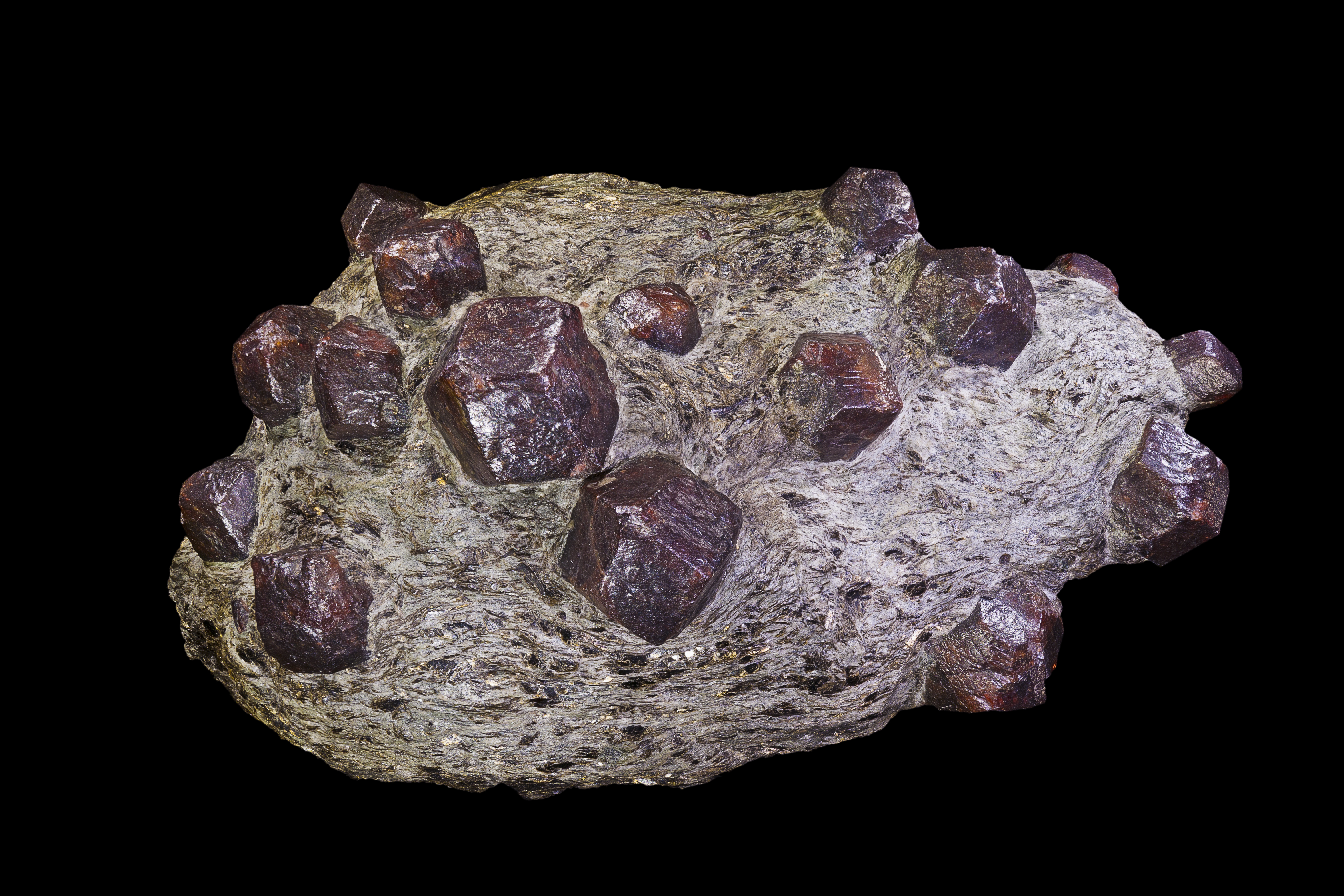
Handstück mit Almandinkristallen, gefunden an der Granatenkogel-Nordseite